# Иоганн Кристоф Гогенцоллерн-Хайгерлохский
Иоганн Кристоф (1586, Хайгерлох — 1620, Хайгерлох) — 2-й владетельный граф Гогенцоллерн-Хайгерлохский (1592—1620).

## Биография
Иоганн Кристоф был старшим сыном графа Кристофа Гогенцоллерна-Хайгерлохского (1552—1592) от брака с баронессой Катариной фон Вельшперг (ум. после 1608).
В апреле 1592 года после смерти своего отца 6-летний Иоганн Кристоф унаследовал графский титул. Вначале несовершеннолетний граф находился под регентством и опекой своих дядей, графа Эйтеля Фридриха IV Гогенцоллерна-Гехингена и графа Карла II Гогенцоллерна-Зигмарингена.
Служил в императорской армии и проживал, в основном, в Вене. В 1608 году в Зигмарингене женился на своей кузине Марии (1592—1658), дочери своего бывшего опекуна и дяди Карла II Гогенцоллерн-Зигмарингена. Это брак был бездетным.
В 1612 году он приобрел замок Хааг в Хайгерлохе, где его вдова проживала после его смерти.
Его отец Кристоф начал строительство замковой церкви, которое было закончено в правление Иоганна Кристофа. Храм был освящен в 1609 году.
В начале Тридцатилетней войны в 1618 году Иоганн Кристоф был выбран в качестве командира Замка Гогенцоллерн.
Иоганн Кристоф скончался в 1620 году. Поскольку он не имел детей, ему наследовал младший брат Карл Гогенцоллерн-Хайгерлох (1620—1634).